# Willy Vandermeulen
Willy Vandermeulen (Gent, 24 november 1927 - Antwerpen, 7 juni 2006) was een Vlaams acteur.
Hij studeerde in 1951 af aan de Studio Herman Teirlinck samen met Denise De Weerdt die hij had overgehaald de opleiding samen met hem te volgen.
Vandermeulen had een aantal hoofdrollen in langspeelfims. Hij was de norse vader van De Witte in De Witte van Sichem van Robbe De Hert uit 1980 en hij had de rol van Netelneck in de film De Vliegende Hollander van Jos Stelling uit 1995. Daarnaast was hij in 1990 de boer die Placide beschiet met het jachtgeweer in Koko Flanel. Van 1959 tot 1980 stond hij op de BRT-set van enkele tientallen Vlaamse televisiefilms.
Ook in de televisieseries Klein Londen, Klein Berlijn uit 1988, Moeder, waarom leven wij? uit 1993, Het Park van 1993 tot 1995 en Terug naar Oosterdonk (als Aloïs) uit 1997 behoorde hij tot de acteursgroep. Daarnaast had hij gastrollen in De bossen van Vlaanderen, Thuis, Buiten de zone en Raf en Ronny II.
Vandermeulen had eveneens rollen in de jaarlijkse programma's Dag Sinterklaas en Hij komt, hij komt ... De intrede van de Sint en vertolkte in Kulderzipken de rollen van Grootvizier van de Nederlandse Letteren en Dokter Drenkelaar.
- Bibliothèque nationale de France: cb16217512m (data)
- Gemeinsame Normdatei: 1180539117
- International Standard Name Identifier: 0000 0000 9103 4409
- Système universitaire de documentation: 190866195
- Virtual International Authority File: 133056404
- WorldCat: E39PBJfrHyfcJjrq8wC4vJ6tKd